# Seznam zápasů české fotbalové reprezentace v Lize národů UEFA
Seznam zápasů české fotbalové reprezentace v lize národů UEFA uvádí přehled výsledků české fotbalové reprezentace v zápasech na Lize národů UEFA.
Výsledky: x – x = vítěz Česko, x – x = remíza, nevybarveno = prohra.
| Datum utkání | Soupeř      | Výsledek | Soutěž           | Místo utkání     | Střelci branek                                            |
| ------------ | ----------- | -------- | ---------------- | ---------------- | --------------------------------------------------------- |
| 6. 9. 2018   | Ukrajina    | 1 – 2    | Liga národů UEFA | Uherské Hradiště | Patrik Schick                                             |
| 13. 10. 2018 | Slovensko   | 2 – 1    | Liga národů UEFA | Trnava           | Michael Krmenčík, Patrik Schick                           |
| 16. 10. 2018 | Ukrajina    | 0 – 1    | Liga národů UEFA | Charkov          | Ne                                                        |
| 19. 11. 2018 | Slovensko   | 1 – 0    | Liga národů UEFA | Praha            | Patrik Schick                                             |
| 4. 9. 2020   | Slovensko   | 3 – 1    | Liga národů UEFA | Bratislava       | Vladimír Coufal, Bořek Dočkal (penalta), Michael Krmenčík |
| 7. 9. 2020   | Skotsko     | 1 – 2    | Liga národů UEFA | Olomouc          | Jakub Pešek                                               |
| 11. 10. 2020 | Izrael      | 2 – 1    | Liga národů UEFA | Haifa            | Joel Abu Hanna (vlastní gól), Matěj Vydra                 |
| 14. 10. 2020 | Skotsko     | 0 – 1    | Liga národů UEFA | Glasgow          | Ne                                                        |
| 15. 11. 2020 | Izrael      | 1 – 0    | Liga národů UEFA | Plzeň            | Vladimír Darida                                           |
| 18. 11. 2020 | Slovensko   | 2 – 0    | Liga národů UEFA | Plzeň            | Tomáš Souček, Zdeněk Ondrášek                             |
| 2. 6. 2022   | Švýcarsko   | 2 – 1    | Liga národů UEFA | Praha            | Jan Kuchta, Djibril Sow (vlastní gól)                     |
| 5. 6. 2022   | Španělsko   | 2 – 2    | Liga národů UEFA | Praha            | Jakub Pešek, Jan Kuchta                                   |
| 9. 6. 2022   | Portugalsko | 0 – 2    | Liga národů UEFA | Lisabon          | Ne                                                        |
| 12. 6. 2022  | Španělsko   | 0 – 2    | Liga národů UEFA | Malaga           | Ne                                                        |
| 24. 9. 2022  | Portugalsko | 0 – 4    | Liga národů UEFA | Praha            | Ne                                                        |
| 27. 9. 2022  | Švýcarsko   | 1 – 2    | Liga národů UEFA | St. Gallen       | Patrik Schick                                             |
| 7. 9. 2024   | Gruzie      | 1 – 4    | Liga národů UEFA | Tbilisi          | Lukáš Kalvach                                             |
| 10. 9. 2024  | Ukrajina    | 3 – 2    | Liga národů UEFA | Praha            | 2× Pavel Šulc, Tomáš Souček                               |
| 11. 10. 2024 | Albánie     | 2 – 0    | Liga národů UEFA | Praha            | 2× Tomáš Chorý                                            |
| 14. 10. 2024 | Ukrajina    | 1 – 1    | Liga národů UEFA | Vratislav        | Lukáš Červ                                                |
| 16. 11. 2024 | Albánie     | 0 – 0    | Liga národů UEFA | Tirana           | Ne                                                        |
| 19. 11. 2024 | Gruzie      | 2 – 1    | Liga národů UEFA | Olomouc          | Pavel Šulc, Adam Hložek                                   |